# 1208 (banda)
1208 (usualmente pronunciado twelve-o-eight o twelve-zero-eight) fue un grupo de música punk de California, Estados Unidos formado en 1995. Su nombre viene del número del primer apartamento que compartieron los integrantes. Lanzaron dos álbumes, el primero en 2002 y el siguiente en 2004.
1208 se separó en 2005 y no se sabe si volverán en un futuro. A finales de 2006 su página web desapareció y no ha habido confirmación sobre el futuro de la banda. Antes de su separación, se rumoreaba que estaban preparando un tercer disco, que nunca ha sido materializado. Su guitarrista Neshawn Hubbard ahora forma parte del grupo The Viewing Era.

## Integrantes
- Alex Flynn - voz.
- Neshawn Hubbard - guitarra eléctrica.
- Bryan Parks - bajo eléctrico.
- Manny McNamara - batería.

## Discografía

### Álbumes
- Feedback Is Payback (2002).
- Turn of the Screw (2004).

### Sencillos
| Año  | Título           | Álbum               |
| ---- | ---------------- | ------------------- |
| 2002 | «Scared Away»    | Feedback Is Payback |
| 2002 | «Jimmy»          | Feedback Is Payback |
| 2004 | «Next Big Thing» | Turn of the Screw   |